# گولان تلکام
گولان تلکام (عبری: גולן טלקום‎) شرکت مخابرات اسرائیلی است، که در سال ۲۰۱۰ تأسیس شد.